# نيكول بوشلر
نيكول بوشلر (من مواليد 17 ديسمبر 1983) لاعبة قفز بالزانة سويسرية.

## سجل المنافسة
| العام       | المسابقة                                                               | المكان                | المركز      | ملاحظة                                                                 |             |
| تمثل سويسرا | تمثل سويسرا                                                            | تمثل سويسرا           | تمثل سويسرا | تمثل سويسرا                                                            | تمثل سويسرا |
| ----------- | ---------------------------------------------------------------------- | --------------------- | ----------- | ---------------------------------------------------------------------- | ----------- |
| 2005        | بطولة أوروبا لألعاب القوى تحت 23 سنة 2005                              | إرفورت، ألمانيا       | 12th        | 3.80 m                                                                 |             |
| 2005        | ألعاب القوى في الألعاب الجامعية الصيفية 2005 ‏                          | إزمير                 | 18th (q)    | 3.80 m                                                                 |             |
| 2007        | Universiade                                                            | بانكوك، تايلاند       | 3rd         | 4.35 m                                                                 |             |
| 2008        | ألعاب القوى في الألعاب الأولمبية الصيفية 2008 – القفز بالزانة للسيدات ‏ | بكين، الصين           | 22nd (q)    | ألعاب القوى في الألعاب الأولمبية الصيفية 2008 – القفز بالزانة للسيدات ‏ |             |
| 2009        | بطولة أوروبا لألعاب القوى داخل الصالات 2009                            | تورينو، إيطاليا       | 15th (q)    | بطولة أوروبا لألعاب القوى داخل الصالات 2009 – سيدات القفز بالزانة ‏     |             |
| 2009        | Universiade                                                            | بلغراد، صربيا         | 2nd         | 4.50 m                                                                 |             |
| 2009        | بطولة العالم لألعاب القوى 2009                                         | برلين، ألمانيا        | 15th (q)    | بطولة العالم لألعاب القوى 2009 – سيدات القفز بالزانة ‏                  |             |
| 2011        | بطولة العالم لألعاب القوى 2011                                         | دايغو، كوريا الجنوبية | 16th (q)    | بطولة العالم لألعاب القوى 2011 – سيدات القفز بالزانة ‏                  |             |
| 2012        | بطولة العالم لألعاب القوى داخل الصالات 2012                            | إسطنبول، تركيا        | 8th         | بطولة العالم لألعاب القوى داخل الصالات 2012 – سيدات القفز بالزانة ‏     |             |
| 2012        | بطولة أوروبا لألعاب القوى 2012                                         | هلسنكي، فنلندا        | –           | NM                                                                     |             |
| 2012        | ألعاب القوى في الألعاب الأولمبية الصيفية 2012                          | لندن، المملكة المتحدة | 25th (q)    | ألعاب القوى في الألعاب الأولمبية الصيفية 2012 – القفز بالزانة للسيدات ‏ |             |
| 2013        | بطولة العالم لألعاب القوى 2013                                         | موسكو                 | 15th (q)    | بطولة العالم لألعاب القوى 2013 – سيدات القفز بالزانة ‏                  |             |
| 2014        | بطولة أوروبا لألعاب القوى 2014                                         | زيورخ                 | 17th (q)    | 4.25 m                                                                 |             |
| 2015        | بطولة أوروبا لألعاب القوى داخل الصالات 2015                            | براغ                  | 11th (q)    | بطولة أوروبا لألعاب القوى داخل الصالات 2015 – سيدات القفز بالزانة ‏     |             |
| 2015        | بطولة العالم لألعاب القوى 2015                                         | بكين                  | 17th (q)    | بطولة العالم لألعاب القوى 2015 – سيدات القفز بالزانة ‏                  |             |
| 2016        | بطولة العالم لألعاب القوى داخل الصالات 2016 ‏                           | بورتلاند (أوريغون)    | 4th         | 4.80 m                                                                 |             |
| 2016        | ألعاب القوى في الألعاب الأولمبية الصيفية 2016                          | ريو دي جانيرو         | 6th         | ألعاب القوى في الألعاب الأولمبية الصيفية 2016 – القفز بالزانة للسيدات ‏ |             |
| 2017        | بطولة العالم لألعاب القوى 2017                                         | لندن، المملكة المتحدة | 11th        | بطولة العالم لألعاب القوى 2017 – سيدات القفز بالزانة ‏                  |             |

## روابط خارجية
- نيكول بوشلر على موقع الاتحاد الدولي لألعاب القوى (الإنجليزية)
- نيكول بوشلر على موقع الدوري الماسي (الإنجليزية)
- نيكول بوشلر على موقع أوليمبيديا (الإنجليزية)

- نبذة عن نيكول بوشلر  على موقع الاتحاد الدولي لألعاب القوى